# (7410) Kawazoe
(7410) Kawazoe (1990 QG) – planetoida z pasa głównego asteroid okrążająca Słońce w ciągu 5,23 lat w średniej odległości 3,01 j.a. Odkryta 20 sierpnia 1990 roku.